# Hilina Slump

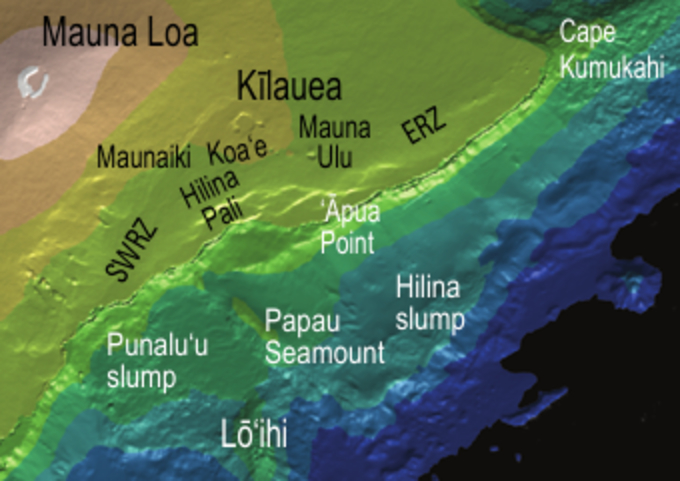
Caractéristiques topographiques du Kīlauea.

Le Hilina Slump (« effondrement de Hilina ») est un glissement de terrain d'un volume de 20 km3 sur l'île de Hawaï qui se décroche du versant sud du Kīlauea et glisse progressivement dans l'océan Pacifique à une vitesse moyenne de dix centimètres par an.

## Risques
Ce décrochement peut être précipité beaucoup plus rapidement sous la forme d'un glissement de terrain sous-marin. À Hawaii, ces glissements de terrain sont appelés « avalanches de débris ». Si le volume entier était précipité dans l'océan d'un seul coup, il pourrait entraîner un tremblement de terre d'une magnitude supérieure à 9 et un tsunami d'une hauteur de 300 mètres, menaçant toute la ceinture péri-pacifique.

## Histoire
Le 2 avril 1868, un tremblement de terre d'une magnitude estimée entre 7,25 et 7,75 dans cette région a secoué la côte sud-est de l'île de Hawaï. Il a provoqué un glissement de terrain sur les pentes du Mauna Loa, huit kilomètres au nord de Pahala, tuant 31 personnes et entraînant un tsunami qui a fait 46 victimes supplémentaires. Les villages de Punaluu, Ninole, Kawaa, Honuapo et Keauhou Landing ont été sévèrement endommagés. Selon certains témoignages, le tsunami a « surmonté la cime des cocotiers, probablement à une hauteur de 18 mètres, et a avancé à l'intérieur des terres sur une distance de 400 mètres à certains endroits, emportant au moment où les flots se sont retirées maisons, véhicules, hommes, femmes et tout ce qui se déplace d'une façon ou d'une autre ».
Le 29 novembre 1975, une portion du Hilina Slump d'une largeur de soixante kilomètres a plongé de trois mètres dans l'océan, élargissant la fissure de dix mètres. Ce glissement a causé un tremblement de terre d'une magnitude de 7,2 et un tsunami de 15 mètres de haut. À Punaluu, des maisons sur la côte ont été emportées entières. Deux morts ont été déclarés à Halape et dix-neuf autres personnes ont été blessées.